# Rhumatisme

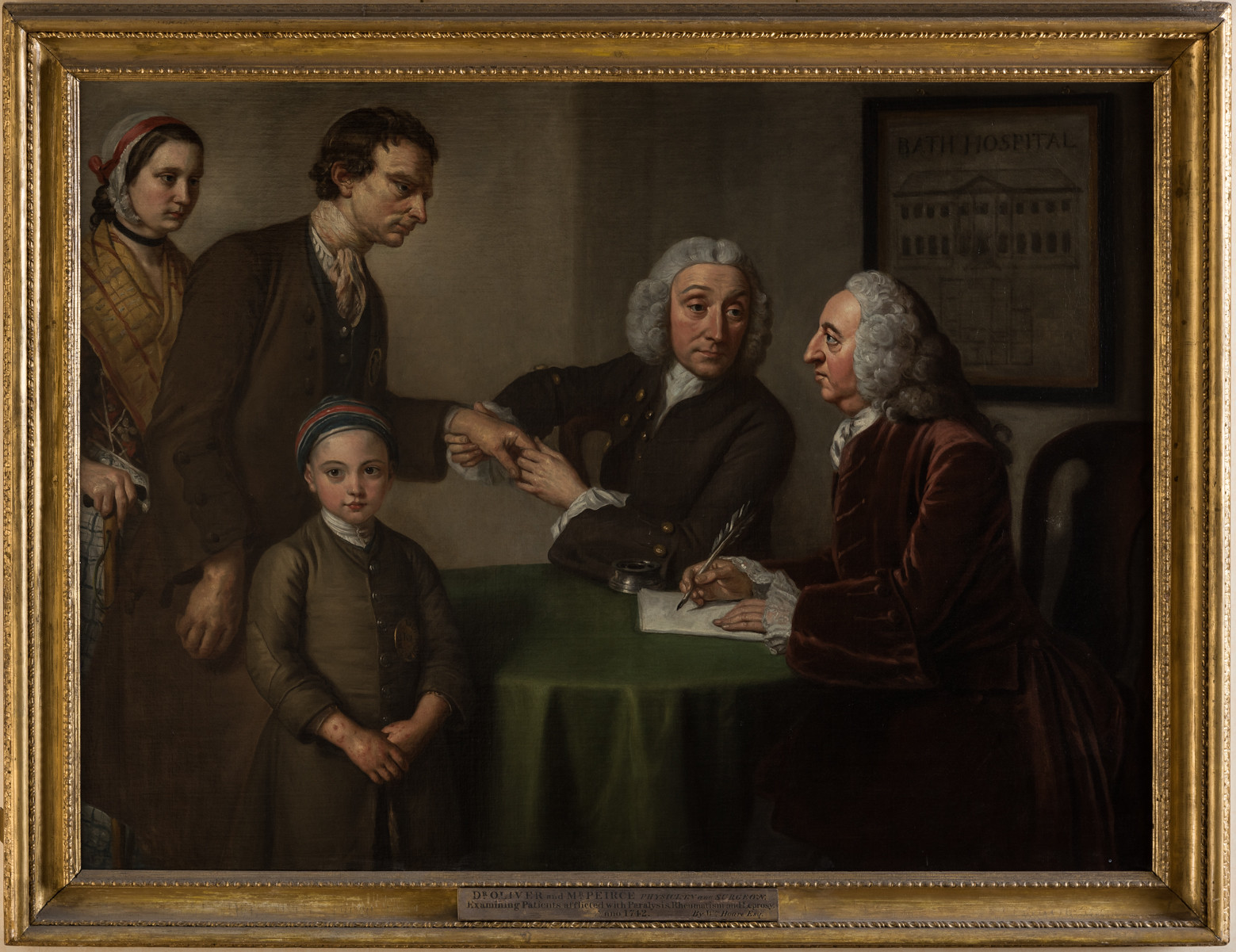
Œuvre de William Hoare : Dr Oliver et Mr Peirce examinant des patients atteints de rhumatismes, paralysie et lèpre.

Rhumatisme est un terme non spécifique pour désigner un problème médical affectant les articulations et les tissus conjonctifs. L'étude et le traitement de ce genre de troubles sont appelés rhumatologie.